# Alessandro Teixeira
Alessandro Golombiewski Teixeira (Porto Alegre, 1972) es un economista y político brasileño. Fue nombrado ministro de Turismo el 22 de abril de 2016 y cesó de su cargo el 12 de mayo de 2016.

## Biografía
Graduado y máster en Economía por la Universidad de São Paulo (USP), especialidad en economía latino-americana, es doctor en competitividad tecnológica e industrial por la Universidad de Essex. Está casado con la modelo y actriz Milena Santos.

## Carrera
Teixeira fue responsable del área de "asuntos internacionales" de la secretaría provincial de desarrollo del Gobierno del Río Grande del Sur, durante la gestión del petista Olívio Dutra (1999-2003), época desde la cual trabajó con la luego presidenta Dilma Rousseff. Durante la gestión de Lula de Silva ocupó entre 2007 y 2011 la presidencia de la Agencia de Promoción de Exportaciones e Inversiones. En febrero de 2015 fue nombrado presidente de la Agencia Brasileña de Desarrollo Industrial (ABDI).

## Ministerio de Turismo
El 22 de abril de 2016 fue nombrado ministro del Turismo de Brasil, hecho este que ganó repercusión gracias a una serie de fotos publicadas por su esposa. A pesar de las imágenes hayan sido divulgadas por la propia asesoría de la autodenominada "primera dama del Turismo", el nuevo ministro emitió nota repudiando lo que llamó de "divulgación de la intimidad de la pareja".
Antes de ocupar la función de ministro, fue presidente de la Asociación Mundial de las Agencias de Promoción de Inversiones (Waipa), entidad que reúne agencias de 150 naciones en el área de comercio exterior y turismo.

## Polémicas
Teixeira fue secretario ejecutivo del posterior gobernador de Minas Gerais Fernando Pimentel, denunciado por implicación en problemas relativos el lavado de dinero, durante el primer gobierno de Rousseff, con Pimentel como ministro de Desarrollo, Industria y Comercio Exterior. Pimentel dejó el ministerio para presentarse a las elecciones a gobernador de Minas Gerais. Teixeira, a su vez, asumió un puesto como asesor especial de la propia presidencia.
Recibía el salario de R$ 39,3 mil en la condición de presidente de la Agencia Brasileña de Desarrollo Industrial (ABDI), agencia creada en 2004 por Lula de Silva, cargo asumido en febrero de 2015. Recibió 164,2 mil reales en cinco pagos durante la campaña de la reelección de la presidenta Dilma Rousseff, recursos estos oriundos de la campaña presidencial de 2014. En la época él integró el llamado "núcleo duro" de la economía en la campaña, responsable al lado de Guido Mantega y de la propia Dilma.

### Miss Bumbum
La esposa de Alessandro Teixeira, Milena Santos (nacida en 1984), celebró la toma de posesión como ministro de su marido publicando en la red social Facebook fotos polémicas. Milena, que fue Miss Bumbum Estados Unidos 2013, informó que las imágenes habían sido tomadas con el marido dentro del gabinete.
Milena Santos había sido concejala en Salvador de Bahía por el Partido Socialismo y Libertad; al subir las fotos Milena colocó el comentario: "No es atoa que al lado de un gran Hombre, existe siempre una linda y poderosa mujer" (sic); después de la repercusión del caso, ella cerró su cuenta en la red social. Según su asesoría del Partido de la Reconstrucción del Orden Nacional, ella ya habría sido concejala en la capital baiana, en 2005, por el Prona.
Con la polémica se supo que, mientras era presidente de la ABDI, Teixeira había contratado para aquel órgano y con salario de R$ 19.000, a una tía de su esposa. A pesar de trabajar como secretaria, su salario era de asesora especial. El escándalo provocado por el nombramiento del nuevo ministro llevó al descubrimiento del nepotismo y al despido de la contratada.